# 경제성공학
공학경제(Engineering economics)로 알려진 경제성공학은 공학적 과제에 대한 적용을 위한 경제학의 한 부분이다. 공학자들은 문제들에 대한 해결책들을 찾고, 각각의 잠재적 해결책의 경제적 실행가능성은 보통 기술적 측면에 따라 고려된다. 제한된 목적을 성취하는 것에 대한 대안이 이용가능할 때 근본적으로 경제성공학은 공식화, 추정, 경제적 결과를 평가하는 것을 포함한다.

## 개요
공학적인 문제에서 주로 취급하는 문제는 기계의 성능, 자재의 질 등 주로 기술적인 측면이라고 생각되어 왔다.  그러나 이와 같은 공학적인 문제에서 경제적인 측면을 완전히 무시한다면 이것은 공학이라기보다는 순수과학에 더 가깝다고 할 수 있다.   따라서 공학이라는 의미는 기술적 및 경제적인 면을 동시에 고려하여 경제의 원칙을 수행하는 것이라 할 수 있다. 경제성 공학은 이와 같은 공학적 의사결정 문제에 경제적 판단기준을 부여하는 것이라 할 수 있으며, 이것의 구체적인 예는 다음과 같다.  ① 신규 설비투자에 대한 대안의 선택, ② 기존설비의 교체 여부, ③ 제조방법 및 또는 설비의 개선, ④ 생산여부의 선택, ⑤ 신제품 개발의 경제적 타당성, ⑥ 제조방법의 대안 선택.  이 외에도 경제성을 무시하지 못할 공학적 및 기술적 의사결정에서 이 경제성 공학은 중요한 개념이 되고 있다.   이와 같은 공학적 제반문제에서 경제적 판단기준을 부여한다는 것은 자금의 유입 또는 유출의 손익에 대한 판단이며 이와 같은 자금의 시간성도 고려하지 않을 수 없다는 사실이다.

## 참고 문헌
- "Optimal Switching Times for Season and Single Tickets" (PDF). Middle East Technical University.
- Undergraduate Programs Civil, Construction, and Environmental Engineering. Retrieved 6 April 2015.
- Engineering Economy, 11th Ed., Sullivan, Bontadelli, and Wicks, Prentice-Hall, New York, 2000
- Engineering Firms: A Survey Of Factors Affecting Their Growth & Performance, Industrial Systems Research Publications, Manchester (UK), 2nd. Revised edition 2003, page 1. ISBN 978-0-906321-28-7